# Zdzisław Gergowicz
Zdzisław Gergowicz (ur. 20 maja 1920 we Lwowie, zm. 18 września 1992) – polski inżynier  dróg i mostów.

## Życiorys
W 1938 ukończył szkołę średnią i rozpoczął studia w Politechnice Lwowskiej na Wydziale Inżynierii Lądowej i Wodnej. W latach 1939–1944 pracował początkowo jako robotnik, a następnie technik budowlany, kontynuując studia w "Technische Institut" we Lwowie. W 1944 został wywieziony na roboty do Wrocławia. Po zakończeniu wojny zgłosił się do pracy w ekipie Uniwersytetu i Politechniki we Wrocławiu. Absolwent z 1946 Akademii Górniczej w Krakowie. Od 1947 zajmuje stanowisko st. asystenta w Katedrze Budowy Mostów, organizował zajęcia dydaktyczne z budownictwa podziemnego na Wydziale Budownictwa Lądowego Politechniki Wrocławskiej. Brał też czynny udział w odbudowie Wrocławia. Po uzyskaniu doktoratu 1958 objął kierownictwo Zakładu Budownictwa Podziemnego w Katedrze Fundamentowania na Wydziale Górniczym Politechniki Wrocławskiej. Habilitację otrzymał w 1962 na Wydziale Budownictwa Wodnego Politechniki Gdańskiej. Nominację na profesora nadzwyczajnego otrzymał w 1968, a tytuł profesora w 1977. Kierownik Katedry Mechaniki Górotworu i Budownictwa Podziemnego (1965–1968) i Zakładu Mechaniki Górotworu i Budownictwa Podziemnego (1968–1990), dyrektor Instytutu Geotechniki (1975–1981 i 1988–1990) i dziekan Wydziału Górniczego (1968-1972).
Należał do Międzynarodowego Komitetu Mechaniki Gruntów i Fundamentowania, Międzynarodowego Biura Mechaniki Górotworu, Międzynarodowego Stowarzyszenia Mechaniki Skał. Wypromował 10 doktorów, autor 70 publikacji i 6 skryptów.
Odznaczony Krzyżem Komandorskim Orderu Odrodzenia Polski, Medalem Komisji Edukacji Narodowej, Złotym Krzyżem Zasługi, odznaką Zasłużonego Nauczyciela.